# Josep Baralt i Torres
Josep Baralt i Torres (Arenys de Mar, 31 de maig de 1740 – 1829), cosmògraf i navegant. Mestre de Nàutica, Alferes de Fragata i Patró honorari de la Reial Armada Espanyola. Tinent Major de l'Armada, ajudant militar de Marina i Capità del port d'Arenys. Fundador de la Reial Escola Nàutica.

## Biografia
Va néixer a Arenys de Mar el 1740 i va fer els seus primers estudis en escoles de la vila. Seguint la tradició familiar de pare i avi navegants va voler també ser marí, i va cursar a Ferrol els estudis cosmogràfics de pilotatge i ciències auxiliars i, amb només 22 anys, gràcies als seus coneixements, ja capitanejava una fragata, la "San Juan Bautista" amb la qual va fer diversos viatges a Amèrica. També era copropietari en una setzena part de la "Nuestra Señora del Carmen" per 745 lliures mitjançant el préstec que li va fer Fèlix Llenes.
El 1749, en morir el seu pare a Veracruz, Nova Espanya (actualment Mèxic), ell i els seus tres germans petits van viure amb el seu avi patern, Josep Baralt i Roca, fins a la seva mort, l'any 1752. El 1756 la seva mare, Maria Torres Xapús, es va casar en segones núpcies amb Bonaventura Lloret i Plà, patró, gairebé dotze anys més jove que ella, i seguidament va posar un plet contra els seus fills reclamant-los la devolució del dot aportat al primer matrimoni. Com que la mare havia perdut la potestat sobre els seus fills, la cort jurisdiccional d'Hostalric, capital del vescomtat de Cabrera, va concedir la tutela a la seva àvia Maria Rabassa, i a càrrec del patró Antoni Pruna, en uns moments en els quals l'economia familiar era molt necessitada, va ser necessari crear un "censal mort" per a poder retornar el dot a la mare.
Les Reials Ordenances de la Reial Armada del rei Carles III, de l'any 1751, protegien als fills orfes de matriculats a la marina de manera que aquells que tinguessin habilitats i sabessin servir, fossin admesos com a aprenents en els bucs de guerra a fi i efecte que agregats als seus pilots avancessin la teòrica i comencessin la pràctica en els seus estudis. Així va ser com Josep Baralt aconseguí una bona preparació tècnica, precisament en els moments que la ciència nàutica estava només a l'abast de la marina de guerra, i va sortir com primer pilot honorari i gradual després de completar els estudis en l'Escola de Ferrol.
El mateix camí va seguir el seu germà Lluís, el qual no va passar de segon pilot, però Ignasi, el germà petit, quan tenia tretze anys, essent grum en un vaixell corsari, va ser capturat per pirates algerians l'any 1761. Un any després (1762) Josep Baralt es convertí en patró de la goleta "San Juan Bautista" i de la "Nuestra Señora del Carmen".
Gairebé simultàniament es va haver de preocupar, juntament amb l'àvia, de satisfer el dot de la seva germana Maria, que aquell any es va casar amb el patró Josep Compta, i reunir diners per a redimir al seu germà Ignasi de la seva captivitat a l'Alger. En l'alliberament d'Ignasi, aconseguida a mitjan 1763, van intervenir els Trinitaris que allí residien i va ser redimit després que Josep Baralt pagués el seu rescat consistent en el seu pes en plata (Ignasi tenia 15 anys). En el seu rescat, Ignasi vestia abillaments àrabs, que es va conservar fins fa poc en poder d'un descendent, guardat en una arca a Arenys de Mar.
Essent patró de la goleta "San Juan Bautista" va començar les seves travessies atlàntiques, gairebé sempre en la ruta a les Antilles, i va fer suficients beneficis per a poder retornar els préstecs. A l'edat de 22 anys, el 1764, va casar amb la seva primera dona, Teresa Preses, nascuda a Arenys de Mar i filla de Joan Preses, conegut fuster de ribera i de Teresa Llenes, familiars d'altres copropietaris de l'embarcació "San Juan Bautista". Amb Teresa van tenir cinc fills: Isabel (1765), Teresa (1766), Francesca (1769), Felícia (1773) i Josep (1776).
El 1777, als 37 anys, es va casar amb Rita Lladó Puig, també nascuda a Arenys. Amb Rita van tenir set fills: Francesc (1778), Josefa (1779), Joan Baptista (1780), Manela (1782), Maria (1783), Zenon (1785) i Rita (1789).
Baralt, que el 1794 donà tres cases a la vila que van ser destinades a hospital militar, va encapçalar als defensors d'Arenys durant la Guerra del Francès. Va presidir el govern d'Arenys i va iniciar algunes millores. Possiblement la més significativa va ser obrir un carrer que unís la Riera amb el carrer de Sant Zenon, que es va anomenar carrer Nou (ara, Bisbe Vilà i Mateu). El 1795 va pagar i va dirigir una bateria, construïda per a la defensa de la rada d'Arenys de Mar.
Va morir a la seva casa del carrer de l'Església el 31 d'agost de 1829 als 89 anys després de rebre els sagraments, i està enterrat a l'església de Santa Maria d'Arenys en la tomba familiar, sota la trona al costat de l'epístola amb la inscripció "SEPVLTVRA DE JOSEP BARALT I DELS SEVS, AÑ 1773" (sepultura de Josep Baralt i els seus, any 1773), on el seu besnet, Francesc de Pol i Baralt, que va ser bisbe de Girona, té una placa de marbre "in memoriam" que la vila d'Arenys va dedicar el 1929 al seu il·lustre sacerdot.

## Navegació
Les travessies atlàntiques van ser constants i sovint va arribar a fer-ne més de dues a l'any, gairebé sempre amb destinació a les Illes de Sobrevent. Es duia en pràctiques el seu germà Lluís. L'última travessia amb la "San Juan Bautista" la va fer l'any 1771 i va cedir el seu patronatge a Lluís, mentre que ell es va fer càrrec de la goleta "Jesús, María y José", de la qual era copropietari amb Marià Carbó i Jaume Arnau.
Del 1772 al 1778 va repetir els viatges a les Antilles amb aquest vaixell; en aquells anys, a més de la casa que va heretar de la seva àvia, va continuar incrementant el seu patrimoni amb adquisicions immobiliàries en els carrers de l'Església, la Bomba i la Riera a Arenys de Mar.
Josep Baralt seguia al comandament d'un vaixell que feia la ruta a Amèrica, del qual era propietari i capità, vaixell que a l'abril de 1775 va ser embargat pel govern i armat de guerra i destinat al reconeixement de les goletes que creuaven la badia de Cadis. En acabar la seva feina, no va voler cobrar res. L'any següent i estant a Barcelona, el vaixell va ser embargat de nou per anar a Amèrica amb l'esquadra del marquès de Thilly en la campanya del Pacífic. Al desembre de 1779, acabada la campanya, el vaixell de Baralt, ancorat a l'Havana, va rebre ordres del govern espanyol per a conduir tropes i material a Movila i Pensacola a les costes de Florida a compte de la Reial Hisenda i va servir fins al 30 de desembre de 1780, data en la qual una fragata anglesa de l'almirall Rodney la va capturar. El govern va premiar els seus serveis nomenant-lo Mestre de Nàutica, Alferes de Fragata i Patró honorari de la Reial Armada Espanyola.
La promulgació de la disposició del 12 d'octubre de 1778, que havia acabat amb el monopoli dels ports del sud d'Espanya (Sevilla i Cadis), va fer progressar la navegació atlàntica de la marina catalana. La necessitat de disposar pilots, la intervenció dels quals era legalment imprescindible per a les rutes d'ultramar, van ser el motiu pel qual molts pares de família i el gremi de Sant Elm d'Arenys de Mar sol·licitessin a Josep Baralt l'establiment d'una Escola de Pilots.
Vint anys més tard de la fundació de l'Escola de Pilots, el 22 d'octubre de 1802, el rei Carles IV i la seva família pernoctaren a Arenys de Mar allotjant-se en les cases de Can Ramis i de Pau (avui Cabirol); coneixedor el rei de la importància de l'Escola de Pilots va voler conèixer personalment Josep Baralt, que li va ser presentat per Josep de Olózoga, capità del port de Barcelona i per Pere de Ayala, ajudant militar i de marina d'Arenys. El rei, completament satisfet per les explicacions que se li van donar, va decretar que l'Escola es titulés "Reial" i va nomenar a Josep Baralt, Tinent Major de l'Armada i li va atorgar el privilegi d'onejar en la façana el "penó reial". El 22 de febrer de 1806, Baralt va ser nomenat ajudant militar de Marina i Capità del port d'Arenys, càrrec que va ocupar fins a la seva mort.